# Megaselia pedatella
Megaselia pedatella är en tvåvingeart som först beskrevs av Schmitz 1926.  Megaselia pedatella ingår i släktet Megaselia och familjen puckelflugor. Arten är reproducerande i Sverige. Inga underarter finns listade i Catalogue of Life.